# 1910 na televisão

## Nascimentos
| Data           | Nome                 | Profissão                 | Nacionalidade  | Observações | Ref   |
| -------------- | -------------------- | ------------------------- | -------------- | ----------- | ----- |
| 6 de janeiro   | Brandão Filho        | ator e humorista          | Brasil         | m. 1998     | [ 1 ] |
| 4 de julho     | Gloria Stuart        | atriz                     | Estados Unidos | m. 2010     | [ 2 ] |
| 14 de julho    | William Hanna        | desenhista                | Estados Unidos | m. 2001     | [ 3 ] |
| 29 de setembro | Virginia Bruce       | atriz                     | Estados Unidos | m. 1982     | [ 4 ] |
| 8 de outubro   | Kirk Alyn            | ator                      | Estados Unidos | m. 1999     | [ 5 ] |
| 23 de outubro  | Hayden Rorke         | ator                      | Estados Unidos | m. 1987     | [ 6 ] |
| 27 de outubro  | Frederick de Cordova | cineasta e produtor de TV | Estados Unidos | m. 2001     | [ 7 ] |
| 7 de dezembro  | Rod Cameron          | ator                      | Canadá         | m. 1983     | [ 8 ] |

## Mortes
| Data | Nome | Profissão | Nacionalidade | Observações | Ref |
| ---- | ---- | --------- | ------------- | ----------- | --- |